# IC 2446
IC 2446 = IC 2447 ist eine Linsenförmige Galaxie mit aktivem Galaxienkern vom Hubble-Typ SB0/a  im Sternbild Krebs auf der Ekliptik. Sie ist schätzungsweise 352 Millionen Lichtjahre von der Milchstraße entfernt und hat einen Durchmesser von etwa 150.000 Lichtjahren.
Im selben Himmelsareal befinden sich u. a. die Galaxien NGC 2789 und IC 2443.
Das Objekt wurde am 8. April 1896 von Stéphane Javelle entdeckt.